# Sulcus frontalis superior
De sulcus frontalis superior of bovenste voorhoofdsgroeve is een hersengroeve in de frontale kwab van de grote hersenen. Hij vormt de scheiding tussen de ondergelegen gyrus frontalis medius en de bovengelegen gyrus frontalis superior.

## Verloop
De sulcus frontalis superior kan bestaan uit één ononderbroken deel of bestaan uit twee, drie of vier onderbroken delen. Het achterdeel is in verreweg de meeste gevallen verbonden met de sulcus precentralis.